# Mătișeni, Harghita
Mătișeni (maghiară Mátisfalva) este un sat în comuna Mugeni din județul Harghita, Transilvania, România.

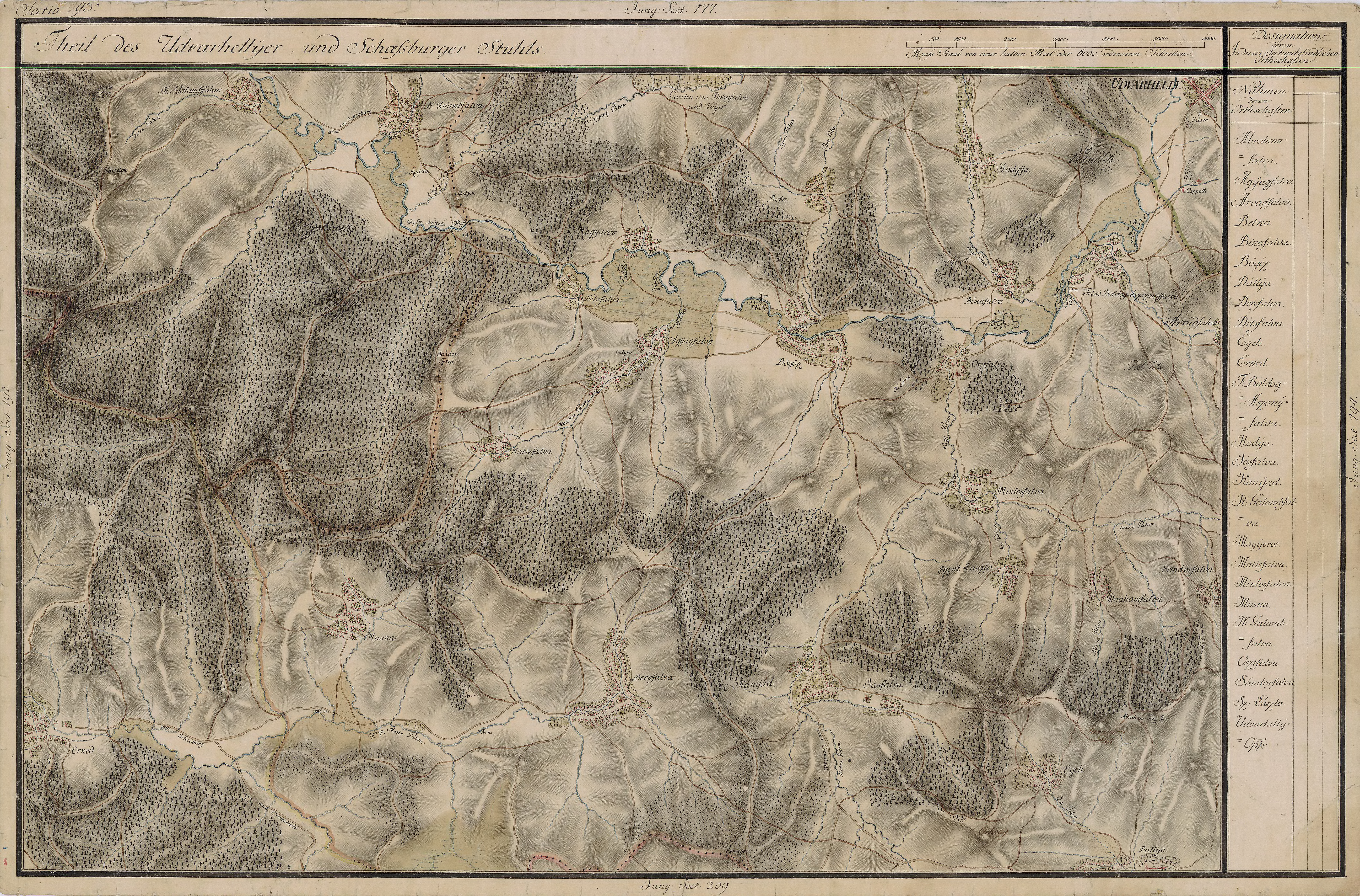
Mătișeni în Harta Iosefină a Transilvaniei, 1769-1773

## Vezi și
- Biserica reformată din Mătișeni

## Imagini

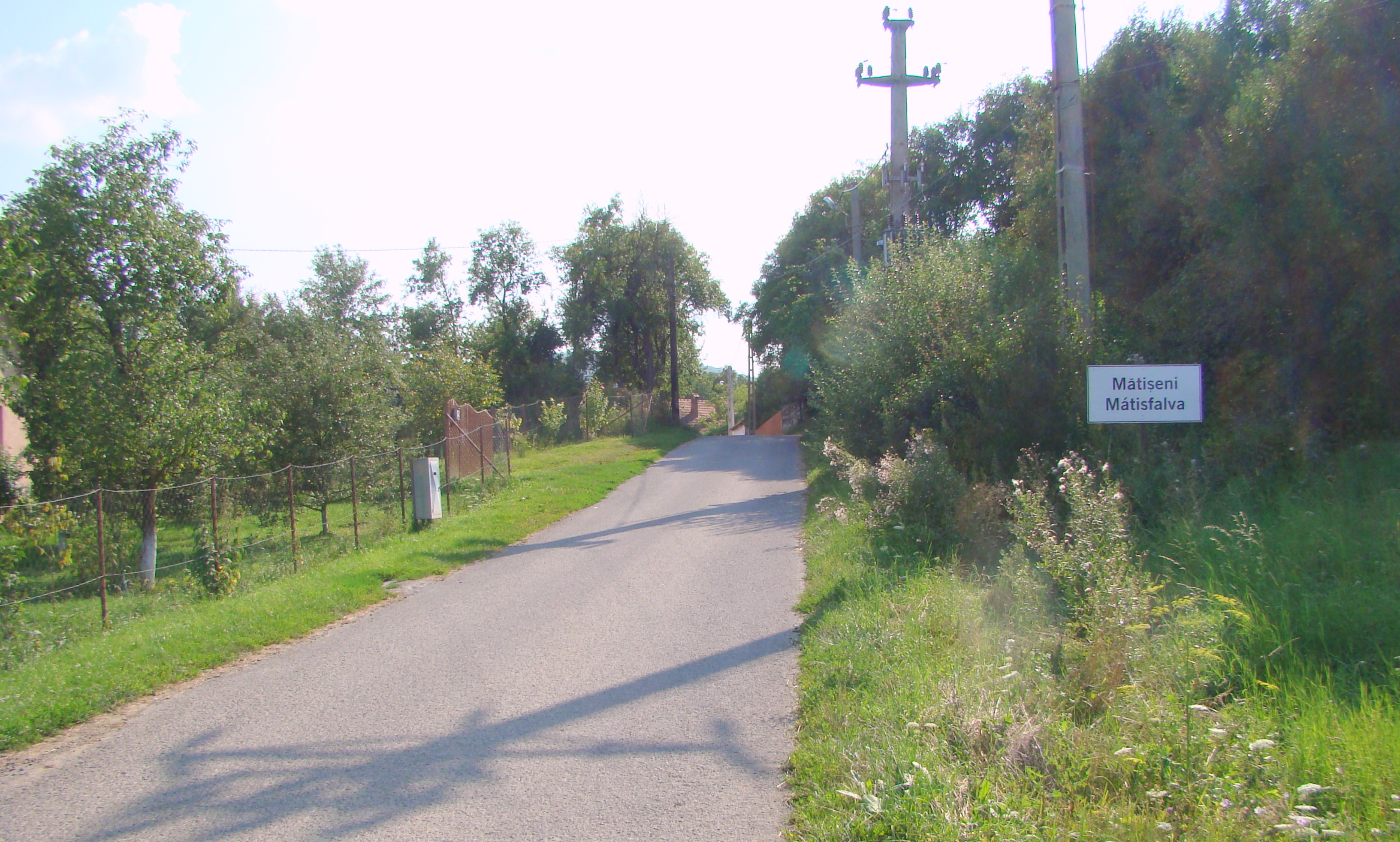
Intrarea în localitate
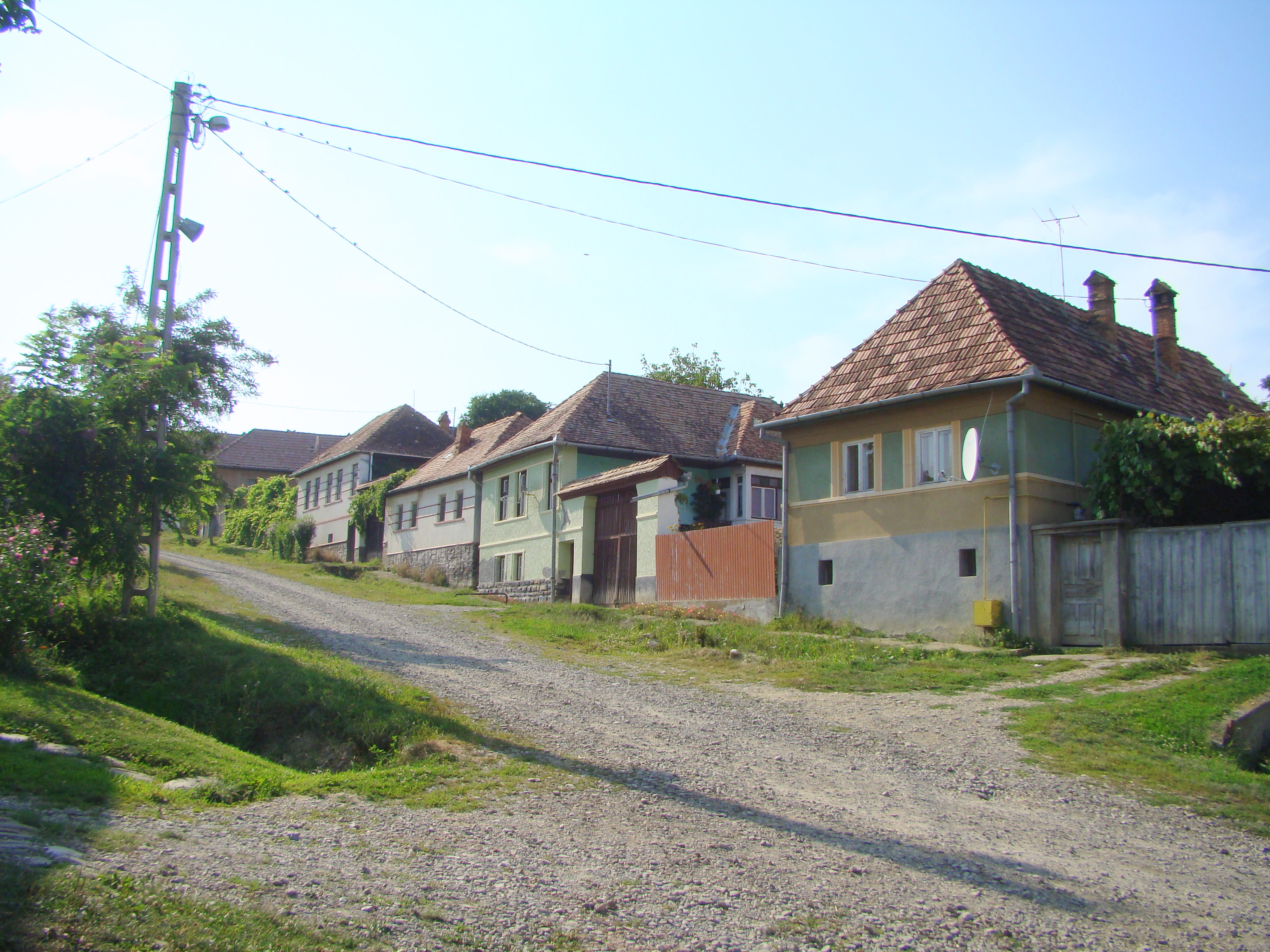
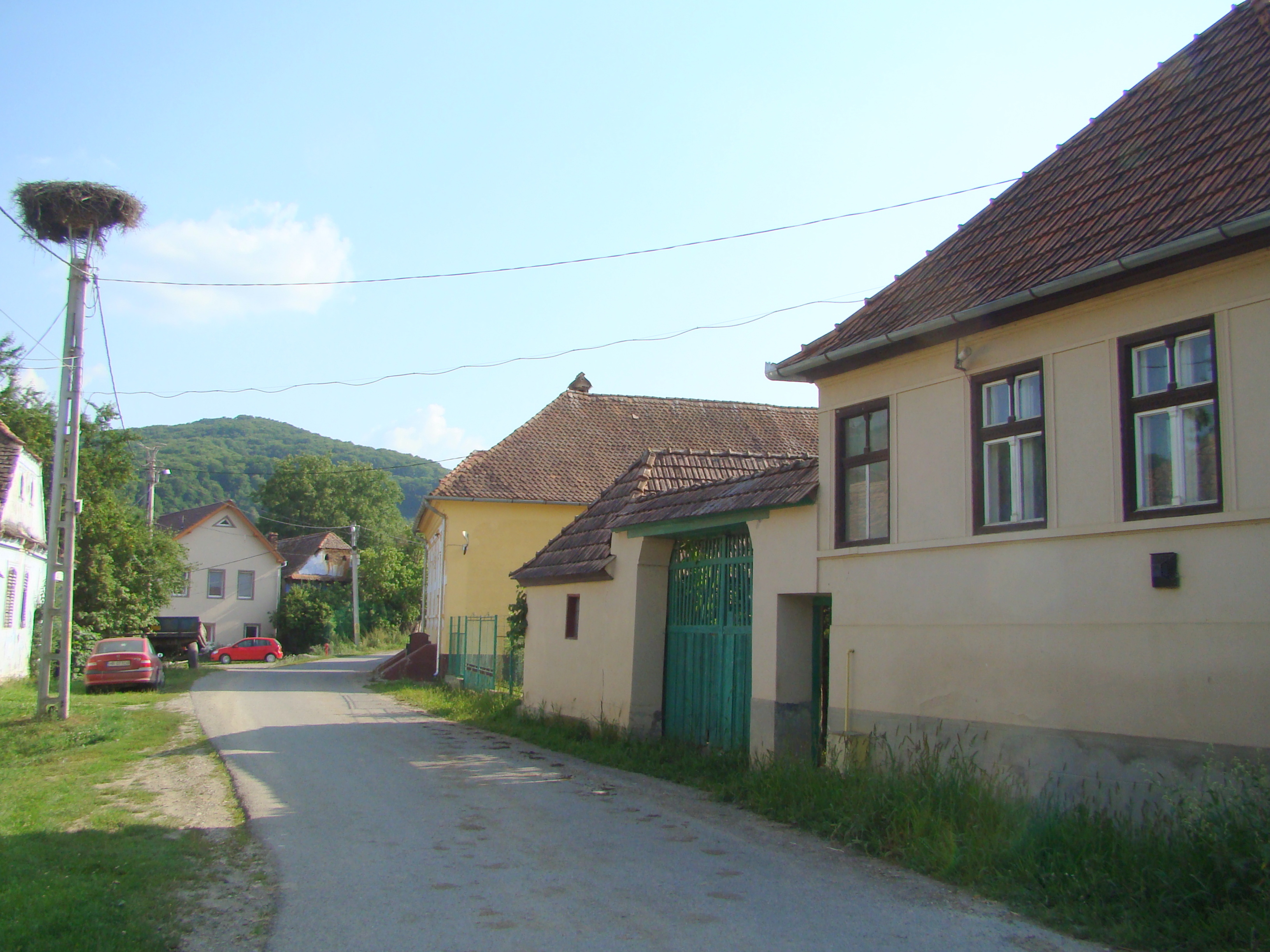
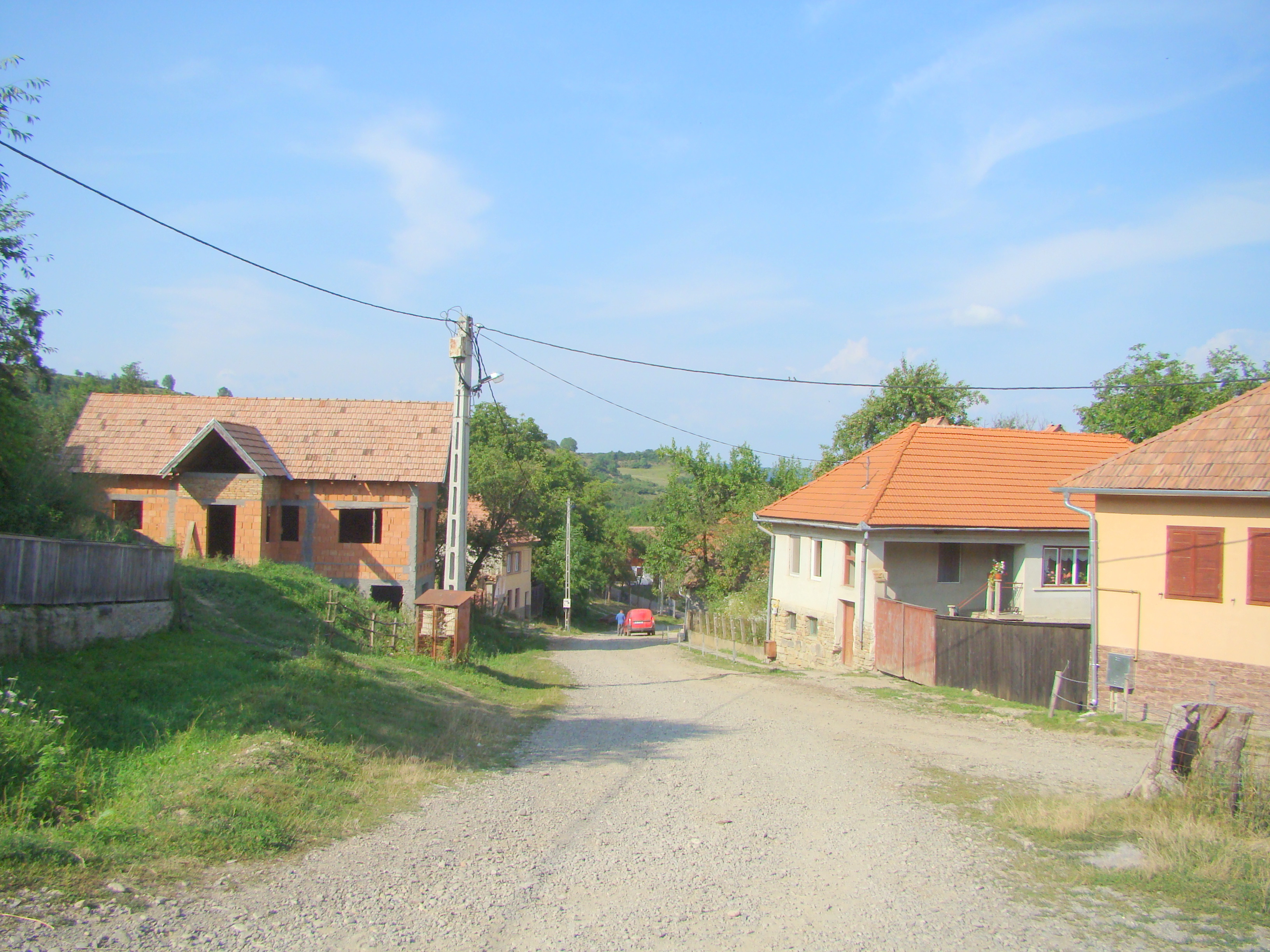
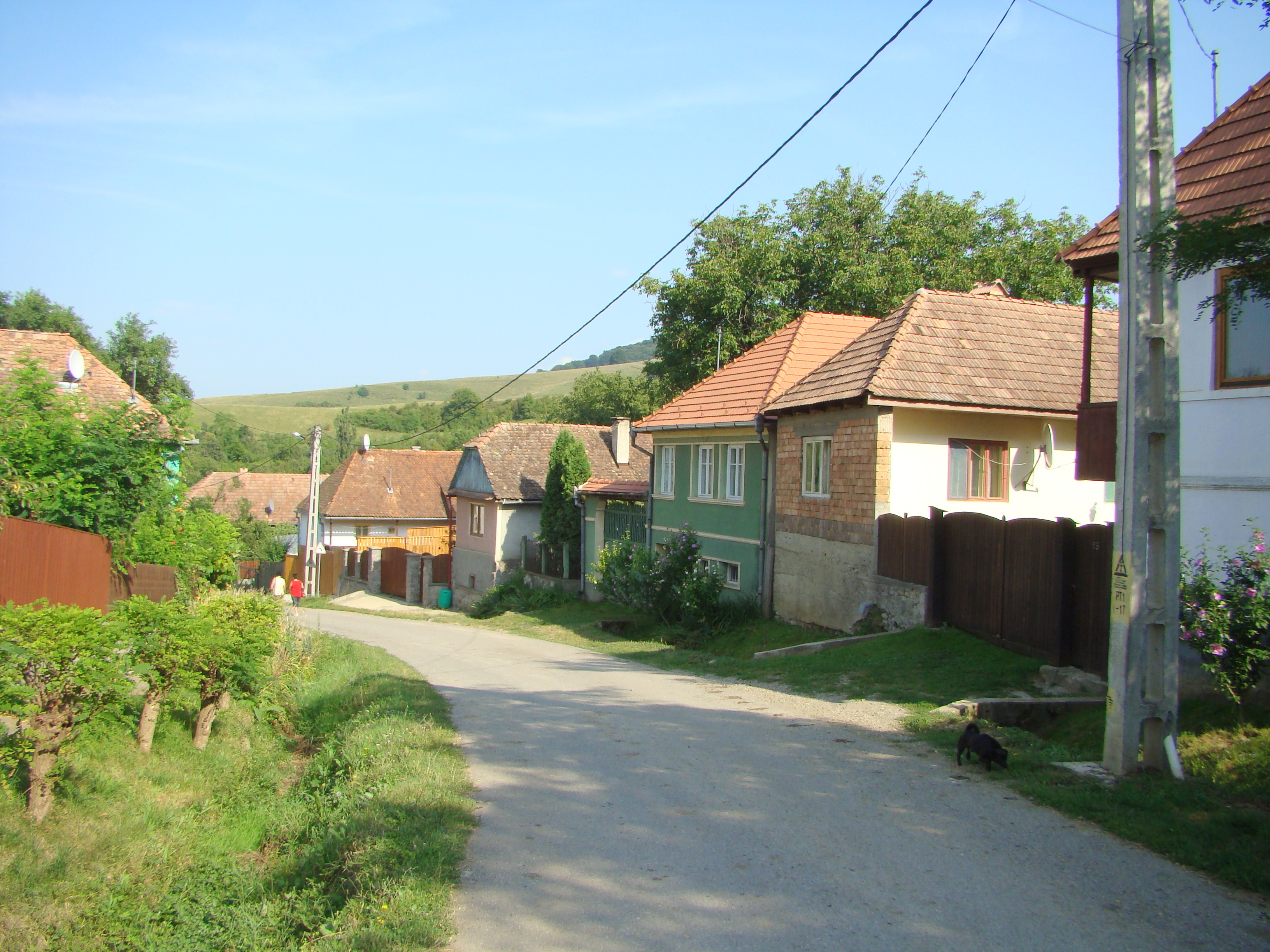
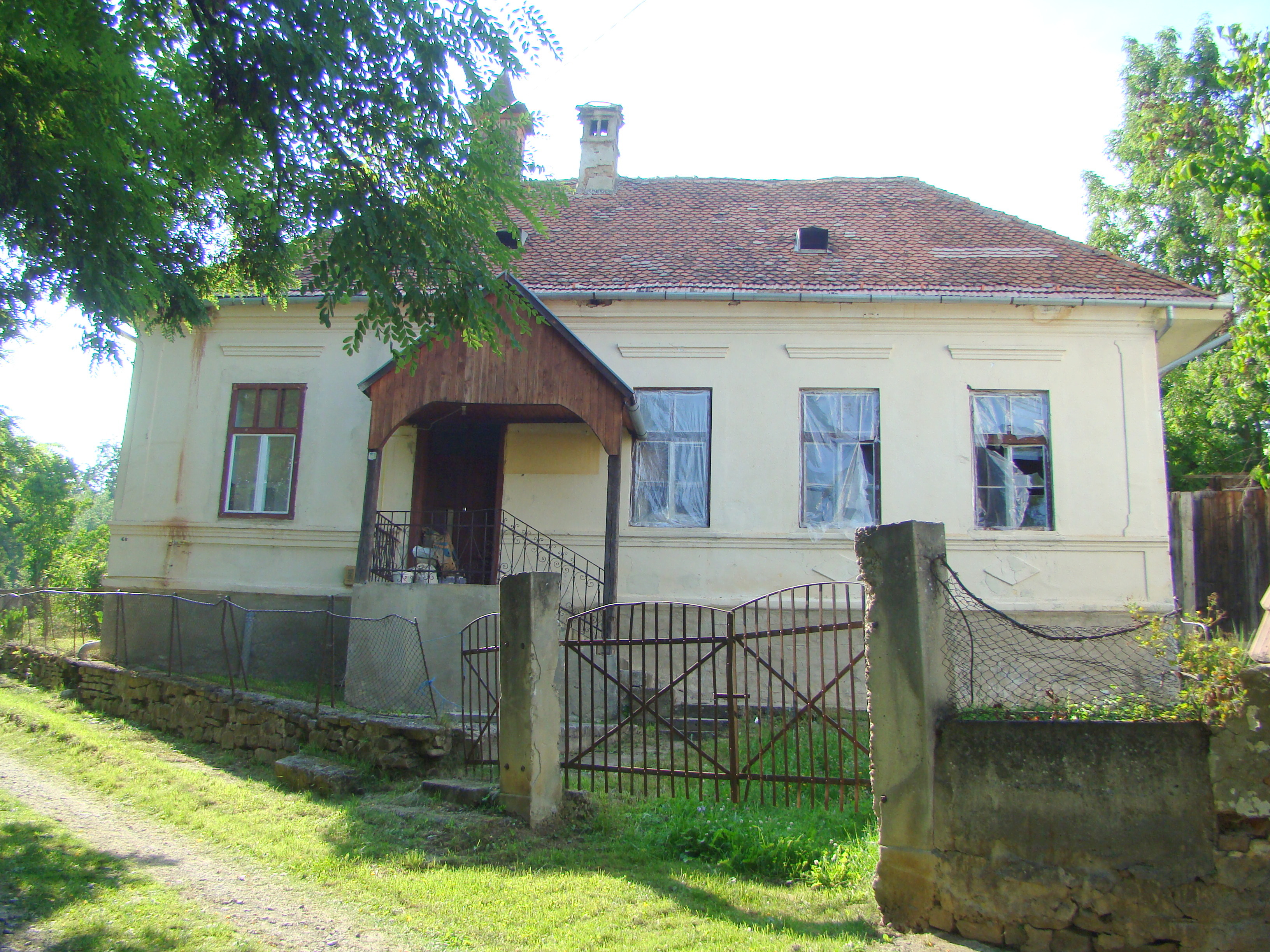
Școala
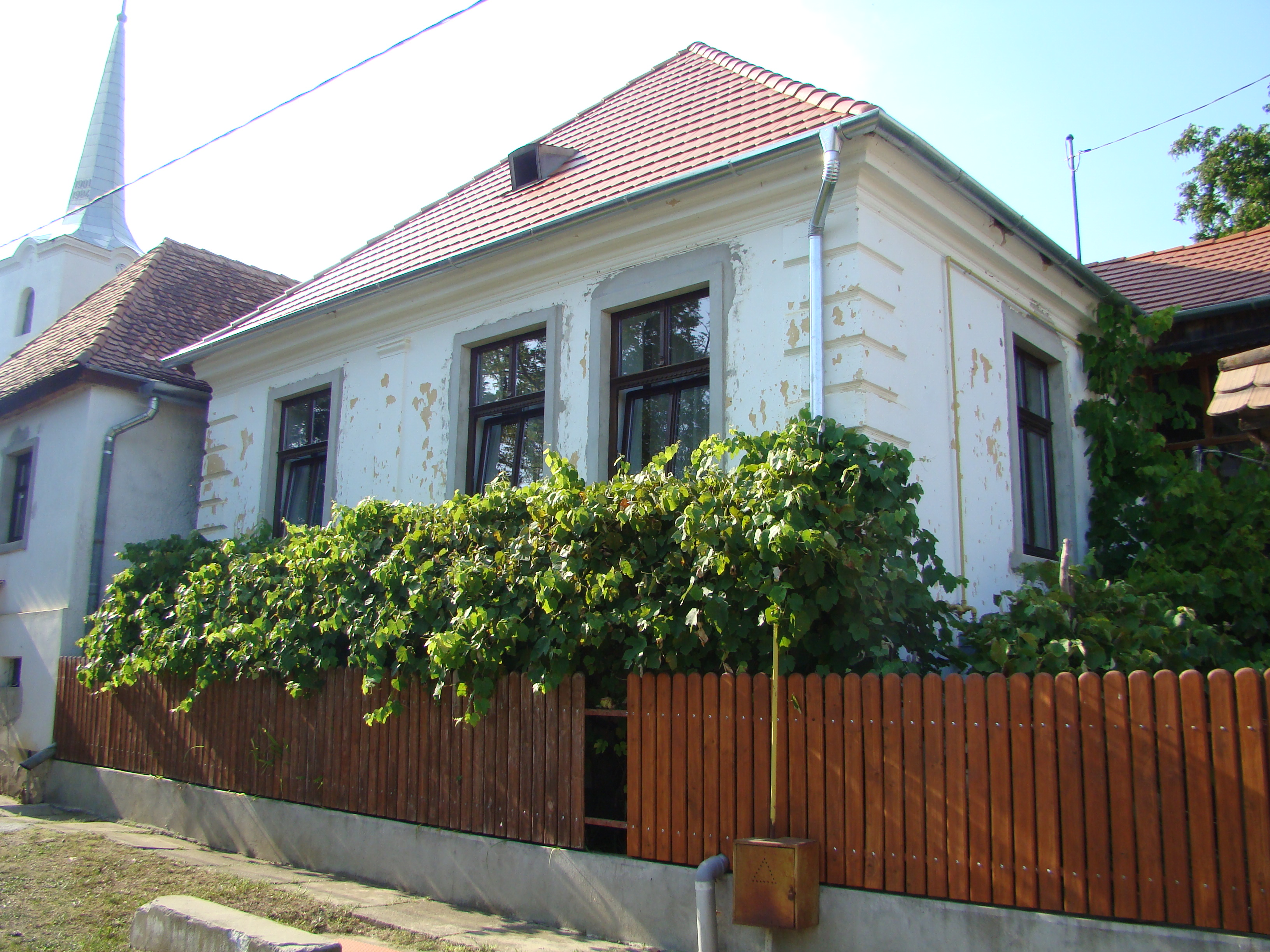
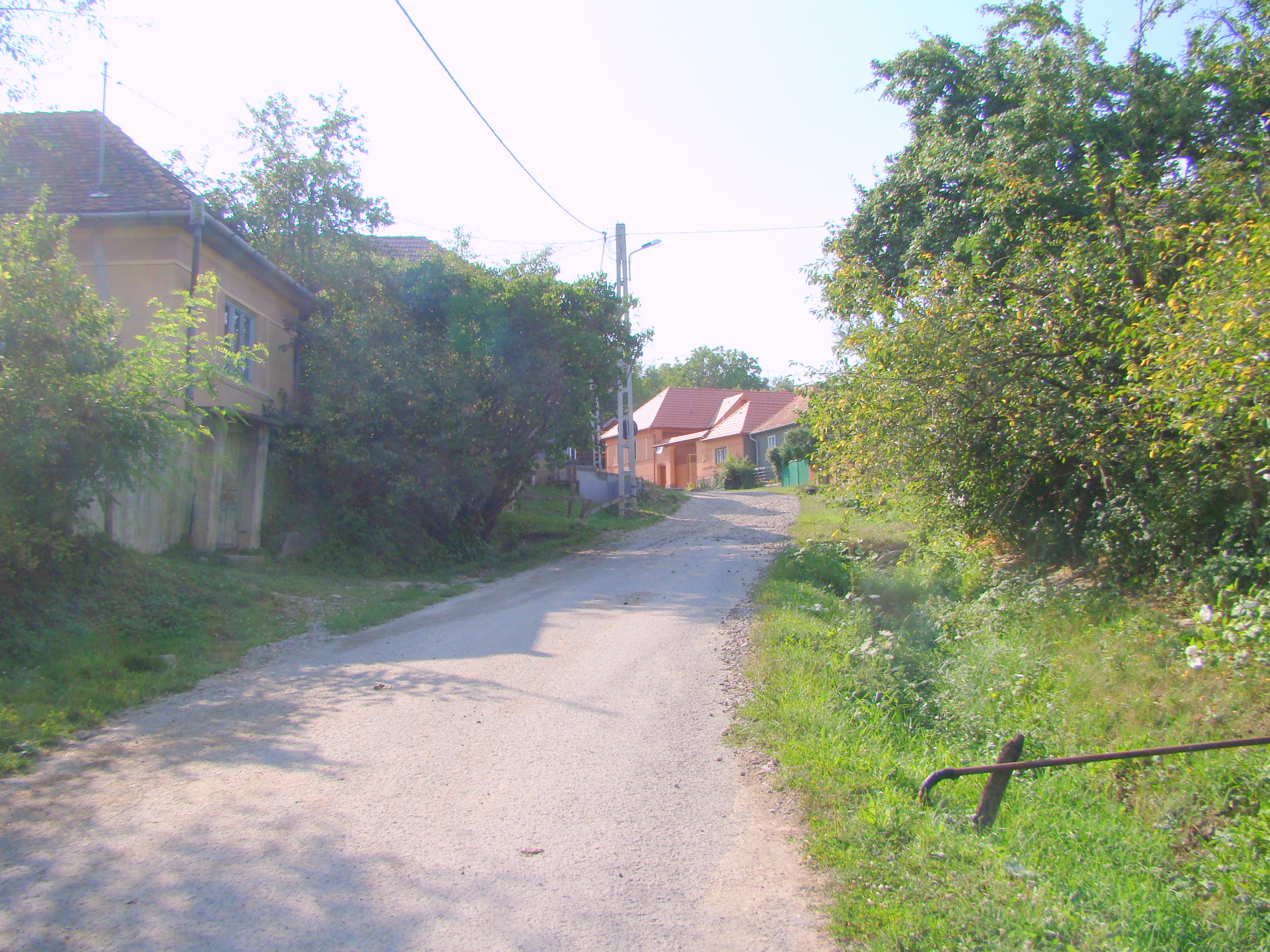

 Acest articol despre o localitate din județul Harghita este deocamdată un ciot. Puteți ajuta Wikipedia prin completarea lui.